# 渡辺三郎 (工学者)

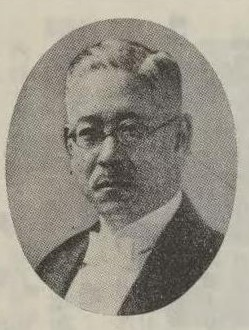
渡辺三郎

渡辺 三郎（渡邊 三郎、わたなべ さぶろう、1880年（明治13年）12月2日 - 1951年（昭和26年）1月8日）は、日本の工学者、実業家、政治家。工学博士、貴族院勅選議員。旧姓・大河原。「特殊鋼」の命名者。

## 経歴
群馬県碓氷郡松井田駅（現安中市）で、商業・大河原新七、野恵夫妻の三男として生まれる。松井田町尋常高等小学校、群馬尋常中学校、第一高等学校工科を経て、1907年（明治40年）6月、東京帝国大学工科大学採鉱冶金学科を卒業。
大学卒業後、古河鉱業所 (株)（現古河機械金属）に入社し足尾鉱業所精錬課溶鋼係長に就任。1908年（明治41年）6月、実業家・渡辺福三郎、多満子夫妻の五女で従姉妹の那べと入夫縁組して渡辺と改姓。1911年（明治44年）3月、古河鉱業所を退職して、ドイツ帝国のアーヘン工科大学に留学し、真鍮・黄銅の研究を行った。1915年（大正4年）5月、学位論文「銅―亜鉛合金の特性と熱処理による影響の研究」（ドイツ語）を提出したが、第一次世界大戦の影響で学位の正式認定は1925年（大正14年）2月となった。1915年6月、妻の危篤の知らせを受けて急遽、陸路で帰国し、同月20日に東京の自宅に到着したが、妻は同月5日に既に死去していた。
1915年11月、日本特殊鋼合資会社（現大同特殊鋼）を設立して社長に就任。東京府荏原郡大森町（現大田区）に大森工場を建設して1916年（大正5年）か4月に操業を開始した。その後、日本鉄鋼協会会長、鉄鋼統制会評議員、大森工業学校長、東京帝国大学講師、工業品規格統制調査会委員、日本学術振興会委員、臨時物資調整局委員、電力使用合理化技術委員会委員などを務めた。
1946年（昭和21年）9月4日に貴族院勅選議員に任じられ、交友倶楽部に所属し1947年（昭和22年）5月2日の貴族院廃止まで在任した。

## 逸話
- 刀剣収集家としても知られ、長男・誠一郎は相続した国宝・重要文化財の刀剣13口を、1991年に東京国立博物館へ寄贈した[13]。

## 親族
- 養父・渡辺福三郎（実業家、貴族院多額納税者議員、実父・新七の従兄弟）[14]
- 養母・渡辺多満子（叔母、実父・新七の妹）[6]
- 義伯父・9代渡辺治右衛門（東京渡辺銀行頭取、貴族院多額納税者議員、養父の兄、実父の従兄弟）[14]
- 兄・大河原栄之助
- 長男・誠一郎（日本特殊鋼取締役、妻は中山輔親の次女・福子）[15][16]